# Machadoessa inops
Machadoessa inops is een hooiwagen uit de familie Assamiidae.